# Guerra con il Beycato di Tunisi
I bombardamenti del Beycato di Tunisi (giugno 1784-1788) furono una serie di bombardamenti navali da parte della Repubblica di Venezia su Tunisi e le altre città del Beycato come risposta al sostegno che esso dava ai corsari barbareschi. La campagna andò avanti quattro anni, durante i quali la flotta veneziana per ordine di Angelo Emo aumentò notevolmente sia in numero sia in potenza.

## I bombardamenti

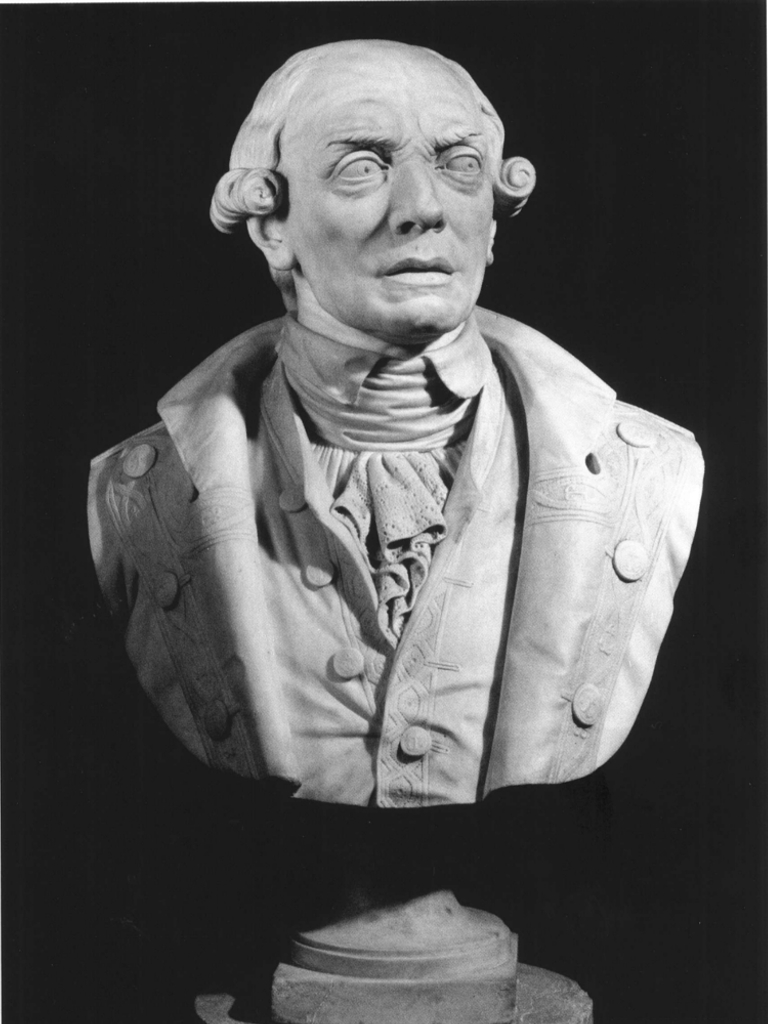
Busto di Angelo Emo presso l'Istituto veneto di scienze, lettere ed arti

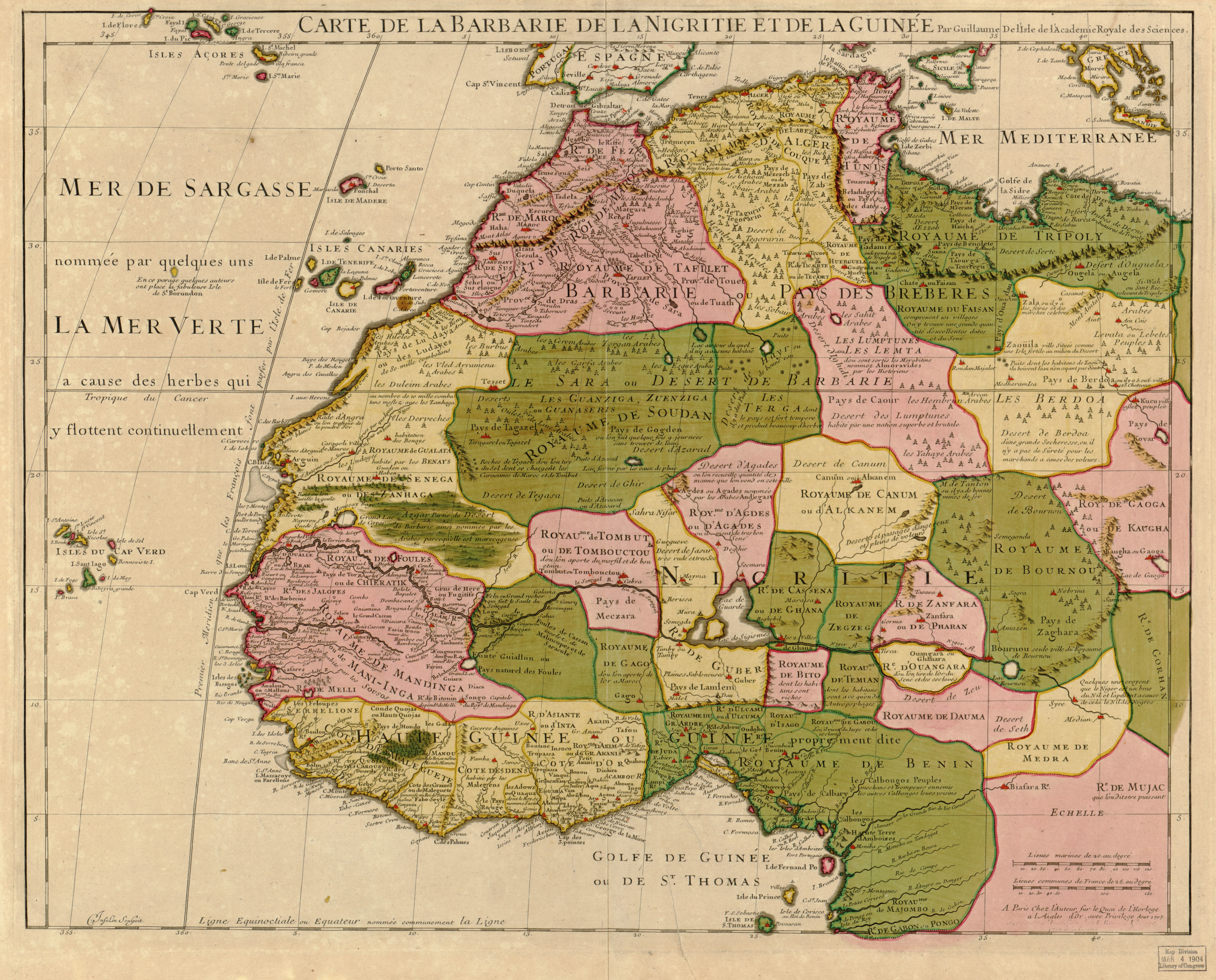
L'Africa nord-occidentale nel Settecento, mappa di Guillaume Delisle.

Il 21 giugno 1784, il Capitano Straordinario delle Navi di Venezia, Angelo Emo, uscì dal porto di Malamocco al comando di una flottiglia composta da: due vascelli, il Forza dotata di 70 cannoni al comando di Giovanni Moro, il suo secondo in comando, e la Fama dotata di 66 cannoni la sua nave ammiraglia), la fregata da 38 cannoni Palma, due bombarde (la Polonia e la Distruzione), uno sciabecco da 22 cannoni e una galeota.
Una volta partiti a causa del brutto tempo vi fu un allungamento dei tempi di percorso. La flotta si fermò per una breve sosta alle Bocche di Cattaro per imbarcare 60 fanti da mar e 60 marinai. La peste in Dalmazia stava colpendo duramente la popolazione in particolar modo la città di Spalato, per questo motivo Emo dovette aspettare il 7 agosto per approdare ai porti dalmati.
A luglio arrivarono a Corfù dove alla flottiglia si aggiunsero la fregata Concordia da 56 cannoni e un'altra galeota da 22 cannoni.
Il 18 agosto Emo arrivò in Sicilia. Il 26 agosto arrivarono nei pressi dell'isola di Malta dove si unirono 5 vascelli e 5 fregate degli ospitalieri dell'ordine di Malta al comando di Giovanni Battista Tommasi e il 30 agosto arrivarono nella baia di Tunisi.
La spedizione continuava a essere colpita dal maltempo nonostante questo incominciarono il bombardamento per diversi giorni della città di Susa per poi passare a La Goletta, Biserta e Sfax. Il maltempo e i fondali bassi persuasero però il Capitano Generale da Mar Emo a desistere lasciando alcune navi al comando di Tommaso Condulmer a garantire il blocco navale.
Nel frattempo il bey di Tunisi sostenuto dal Bey di Algeri non desisteva.
In seguito il Senato Veneziano in seguito alle preoccupazioni delle notizie in arrivo dalla Francia sulla Rivoluzione Francese e nonostante i danni arrecati alle città tunisine, preferì firmare la pace con il Bey di Tunisi.
Angelo Emo morì poco dopo a bordo della sua nave ammiraglia Fama.